# ريكي لوبيز (مغني)
ريكي لوبيز (بالإنجليزية: Ricky López)‏ هو مغني أمريكي، ولد في 6 سبتمبر 1980.